# Argiope blanda
Argiope blanda là một loài nhện trong họ Araneidae.
Loài này thuộc chi Argiope. Argiope blanda được Octavius Pickard-Cambridge miêu tả năm 1898.